# Максиміліанеум

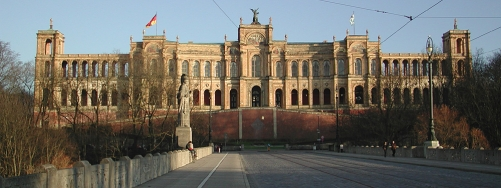
Максиміліанеум

Максиміліанеум (нім. Maximilianeum) — історична будівля в Мюнхені. 
Будівництво почалося в 1857 році за наказом короля Баварії Максиміліана II і проектом Фрідріха Бюрклайна. Будівництво було закінчено лише в 1874 році.
Максиміліанеум розташований на березі Ізару в кінці вулиці Максиміліанштрассе. Спочатку будинок споруджували в стилі неоготики, але під впливом Готфріда Земпера безліч елементів побудовані в стилі ренесансу. Інтер'єр приміщень прикрашають розписи таких відомих художників, як Шнорр фон Карольсфельд, Фольц і Каульбах.
З 1876 року в будівлі розташовується фонд «Maximilianeum», з 1949 року в передній частині засідає ландтаг Баварії. Для засідань парламенту будівля в 1958, 1964 і 1992 рр зазнала реконструкції. Було добудовано кілька сучасних крил.